# Antolovec
Antolovec falu Horvátországban Kapronca-Kőrös megyében. Közigazgatásilag Légrádhoz tartozik.

## Fekvése
Légrádtól 8 km-re délnyugatra a Drávamenti-síkságon, a szomszédos Kutnjakkal összeépülve fekszik.

## Története
1857-ben 160, 1910-ben 217 lakosa volt. A trianoni békeszerződésig Varasd vármegye Ludbregi járásához tartozott. 2001-ben 93 lakosa volt.